# Burgruine Hohenkottenheim
Die Burgruine Hohenkottenheim ist die Ruine einer Höhenburg auf dem 416,6 Meter hohen Hohenkottenheim des Hohenlandsbergs bei dem Gemeindeteil Kottenheim des Marktes Markt Nordheim im Landkreis Neustadt an der Aisch-Bad Windsheim in Bayern.

## Geschichte
Erstmals wurde die Burg 1356 mit ihrer von Niederkottenheim, dem Talsitz des Geschlechtes, ausgehenden Gründung erwähnt. Die Burg war ab dem 14. Jahrhundert Stammsitz der Grafen von Seinsheim. Melchior von Seinsheim zu Hohenkottenheim erhielt 1510 das Privileg über den Blutbann (Halsgericht) im Dorf Nordheim.
Am 14. Mai 1525, im Bauernkrieg, wurde die Burg zerstört, im selben Jahr von Georg Ludwig von Seinsheim dem Älteren (1514–1591) wieder in Stand gesetzt und am 19. Juni 1553 im Zweiten Markgrafenkrieg von Landsknechten des Markgrafen Albrecht Alcibiades unter Hauptmann Stöckel ein zweites Mal niedergebrannt. 1590 begann der Wiederaufbau zum Schloss, es fiel dann aber einem großen Brand zum Opfer.

## Beschreibung
Von der ehemaligen Burg mit grünlich-hellem Mauerwerk aus den örtlichen Steinbrüchen sind nur noch Mauerreste und ein Kellergewölbe erhalten. Der heutige Gemeindeteil Wüstphül war der frühere Meiereihof der Burg.
Vermutlich befand sich schon im 2. Jahrhundert auf dem Hohenkottenheim eine altgermanische Siedlung, worauf Münzfunde hinweisen, möglicherweise eine Fliehburg der Frankensiedler. Die Burgstelle ist heute ein Bodendenkmal.